# Saare (Jõgeva)
Pour les articles homonymes, voir Saare.
Saare (en estonien : Saare vald) est une municipalité rurale d'Estonie située dans le comté de Jõgeva. Elle s'étend sur 224,7 km2

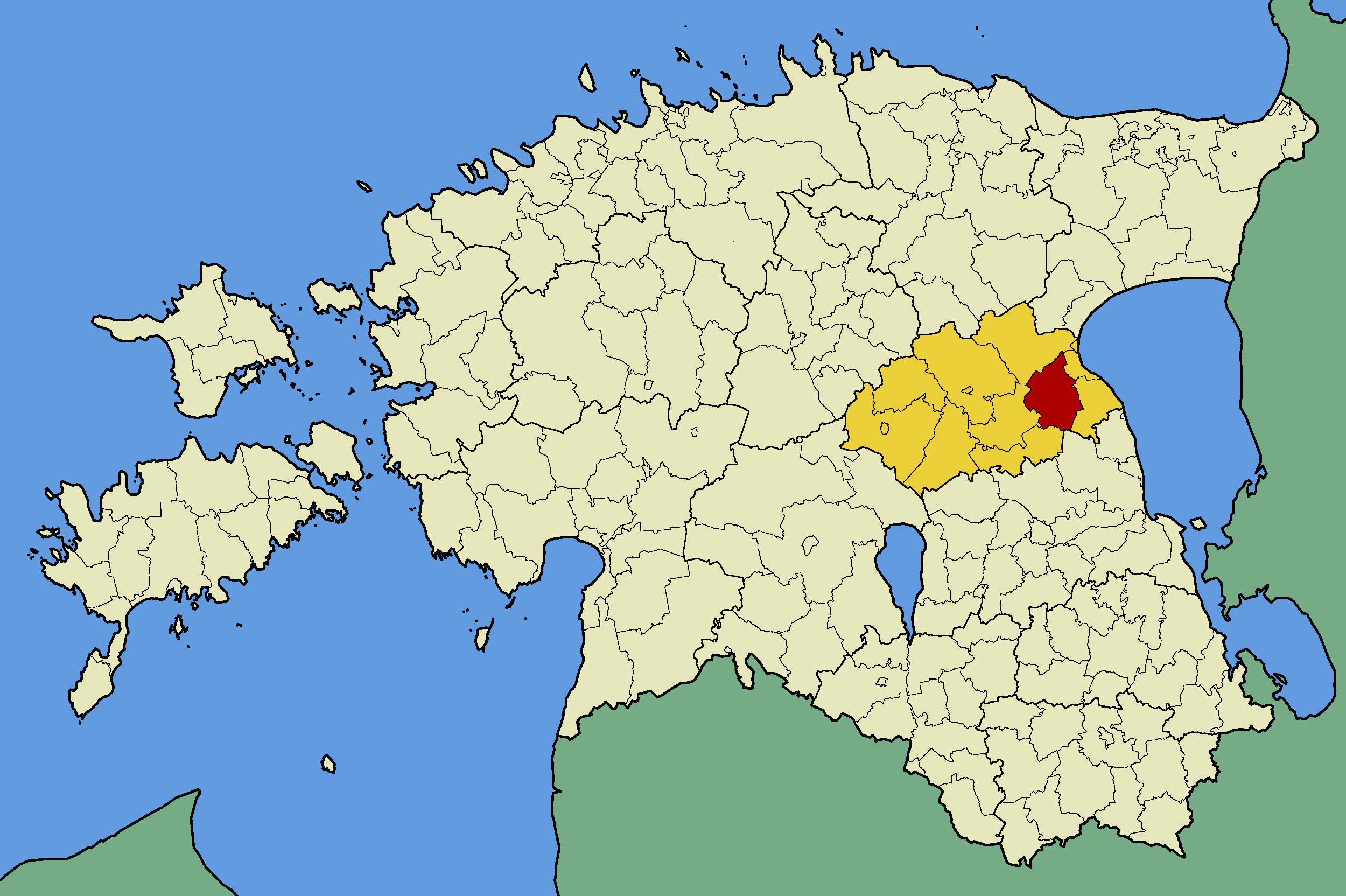
Commune de Saare (rouge)
dans le Comté de Jõgeva (jaune).

et a 1 177 habitants(01.01.2012).

## Municipalité
La municipalité comprend 22 villages.

### Villages
Halliku, Jaama, Kallivere, Kiisli, Koseveski, Kääpa, Levala, Maardla, Nautrasi, Odivere, Pedassaare, Putu, Pällu, Ruskavere, Saarjärve, Sirguvere, Tarakvere, Tuulavere, Vanassaare, Vassevere, Veia, Voore.